# Серники (Львівський район)
Серники (до 2018 року — Сірники) — село в Україні, у Львівському районі Львівської області. Населення становить 450 осіб (2001). Орган місцевого самоврядування — Ланівська сільська рада.

## Історія
- На території Серників виявлено поховання доби міді і бронзи (II тисячоліття до н. е.)[7].
- Село згадується у податкових документах від 1552 року[8].
- Під час війни до лав дивізії «Галичина» — в Першу українську дивізію Української Національної Армії — вступили майже усе боєздатне населення села[9].
- Коло села була німецька колонія Рефельд (нім. Rehfeld), заснована у XVIII столітті. Рішенням міністра внутрішніх справ 11 березня 1939 року замість німецької назви Рефельд перейменували на Серники Малі. У 1946 р. хутір Рефельд Сірниківської сільської Ради перейменували на хутір Малі Сірники. [10]
- На 1 січня 1939 року в Серниках проживало 850 осіб (820 українців-грекокатоликів, 20 українців-римокатоликів, 5 поляків і 5 євреїв), а в Рефельді мешкало 140 осіб (30 українців, 10 поляків, 5 євреїв і 95 німців)[11]. У січні 1940 року всіх німецьких колоністів Галичини вивезли до Вартегау.

### Закінчення війни та діяльність УПА (1944—1953)
17 січня 1946 року в селі Серники перебував булавний «Гайдук» зі стрільцем «Луною» з сотні УПА «Сурмачі». У хату, де вони перебували, навідалися бійці НКВС. В перестрілці було вбито двох енкаведистів. Булавний «Гайдук» зумів вирватися з хати, а стрілець «Луна» отримав важке поранення і щоб не потрапити до рук ворога, підірвав себе гранатою.

## Відомі люди
- Лаба Василь Павлович — український історик-краєзнавець, педагог.

## Галерея

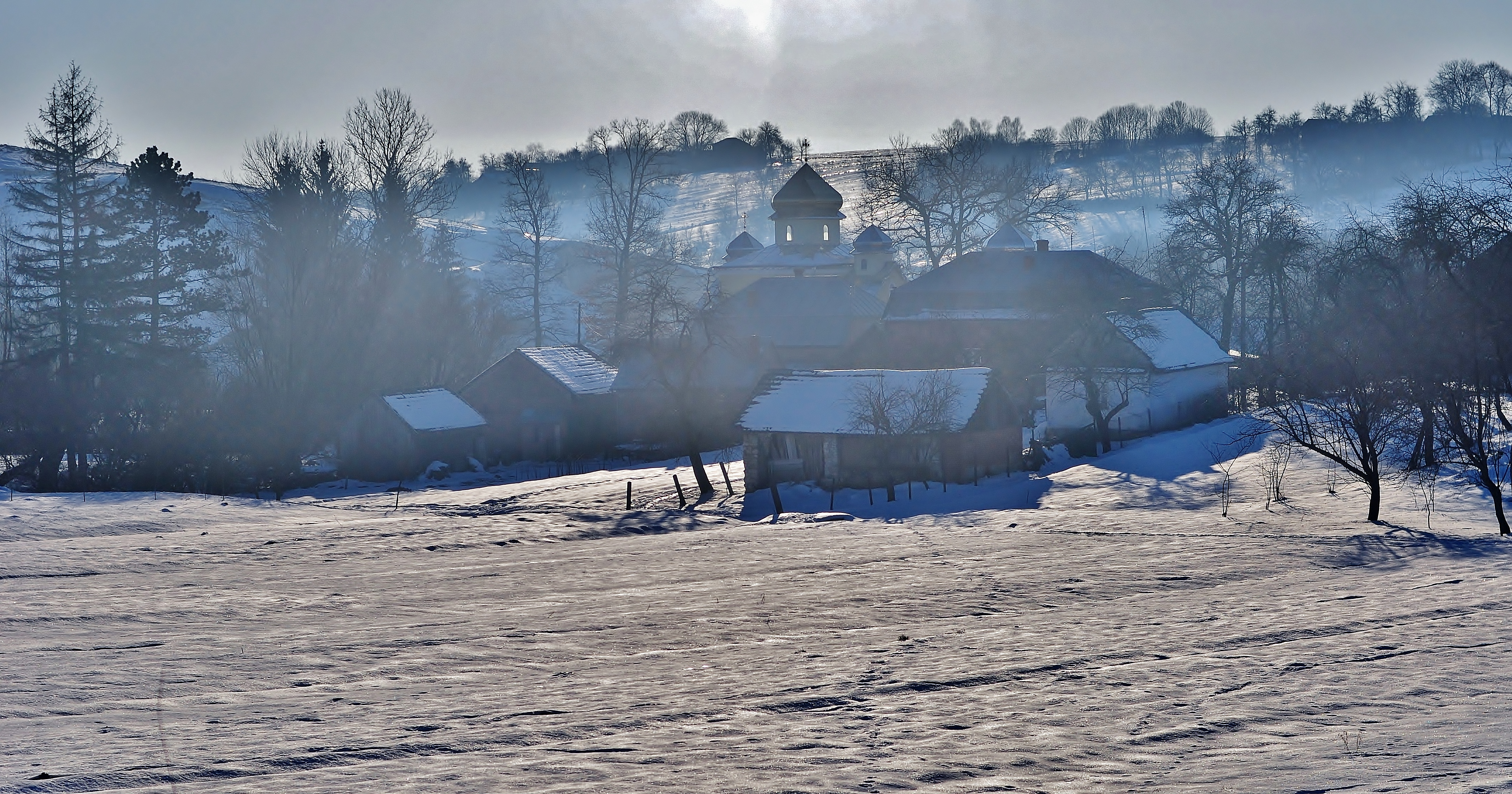
Село в ранковому тумані
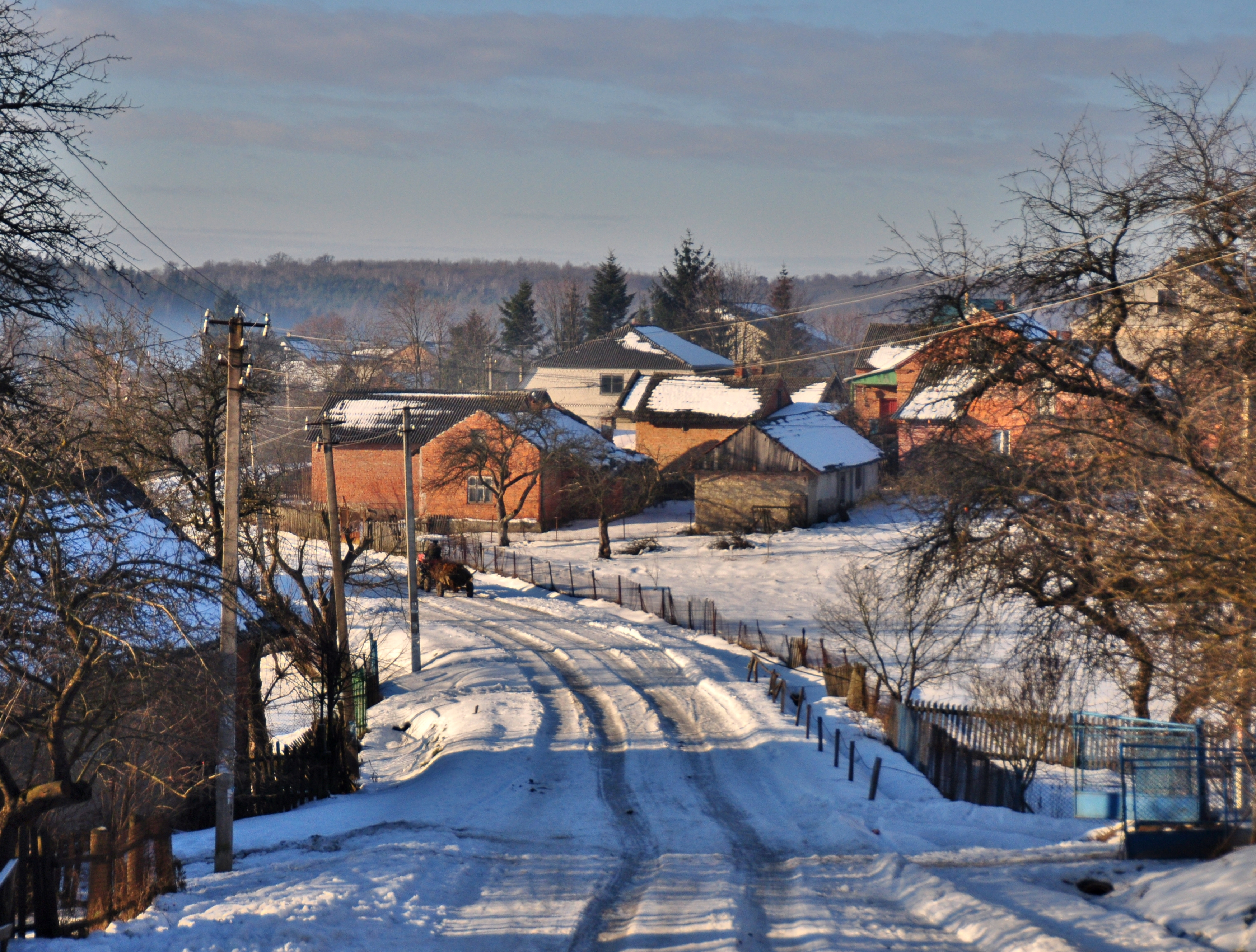
У центрі села
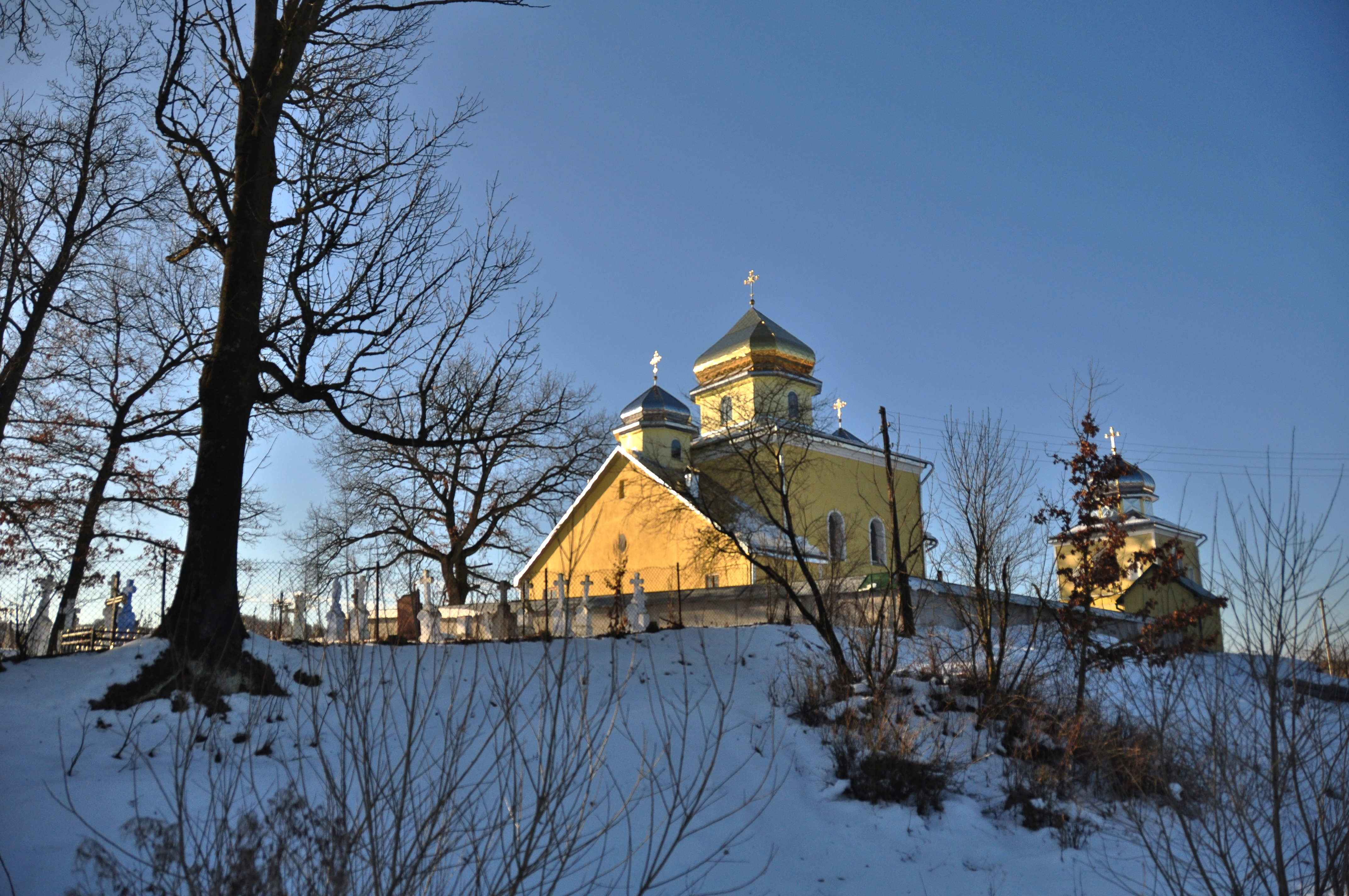
Церква св. Андрія Первозваного (УГКЦ)
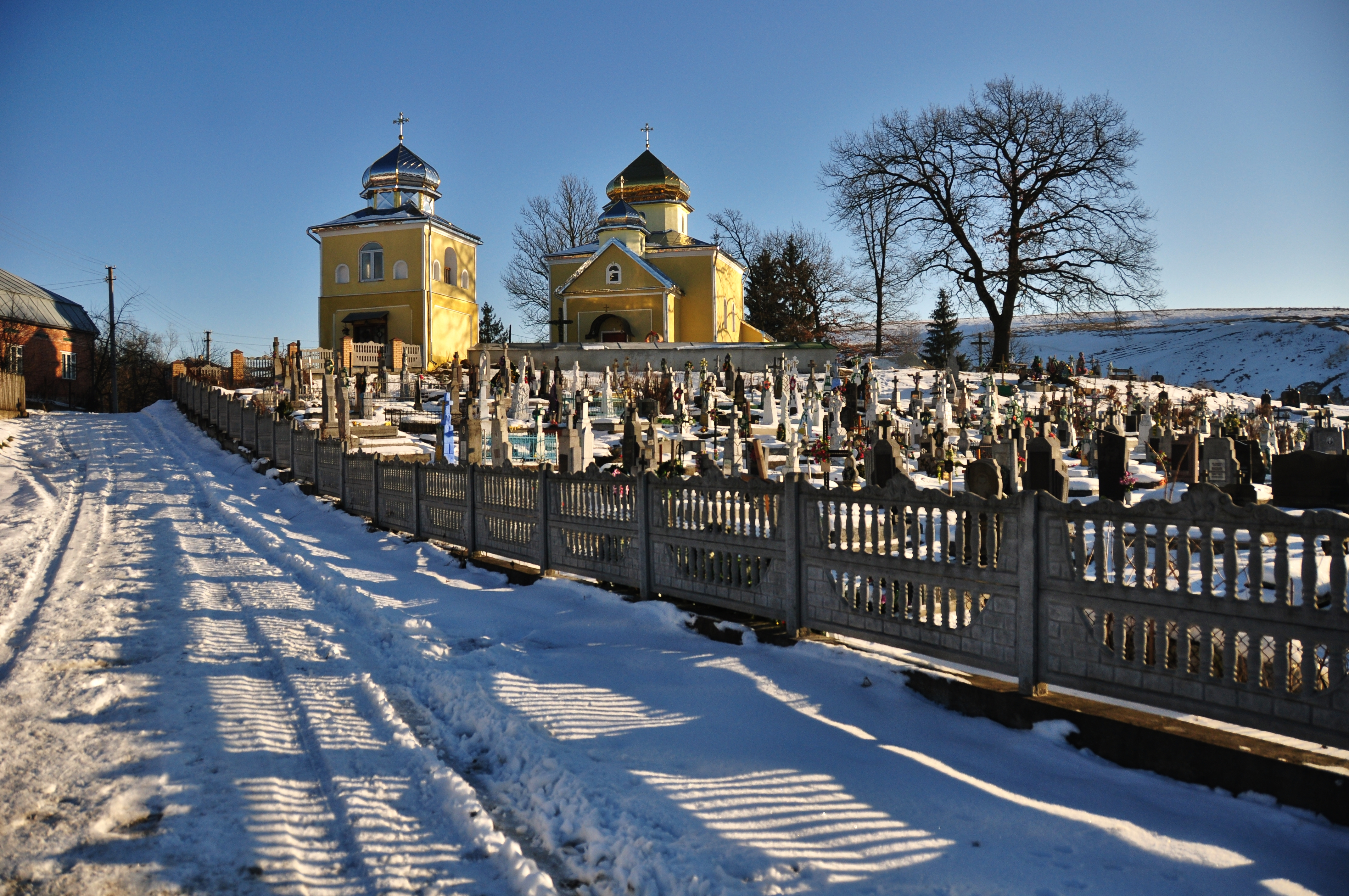
Церква св. Андрія Первозваного і цвинтар
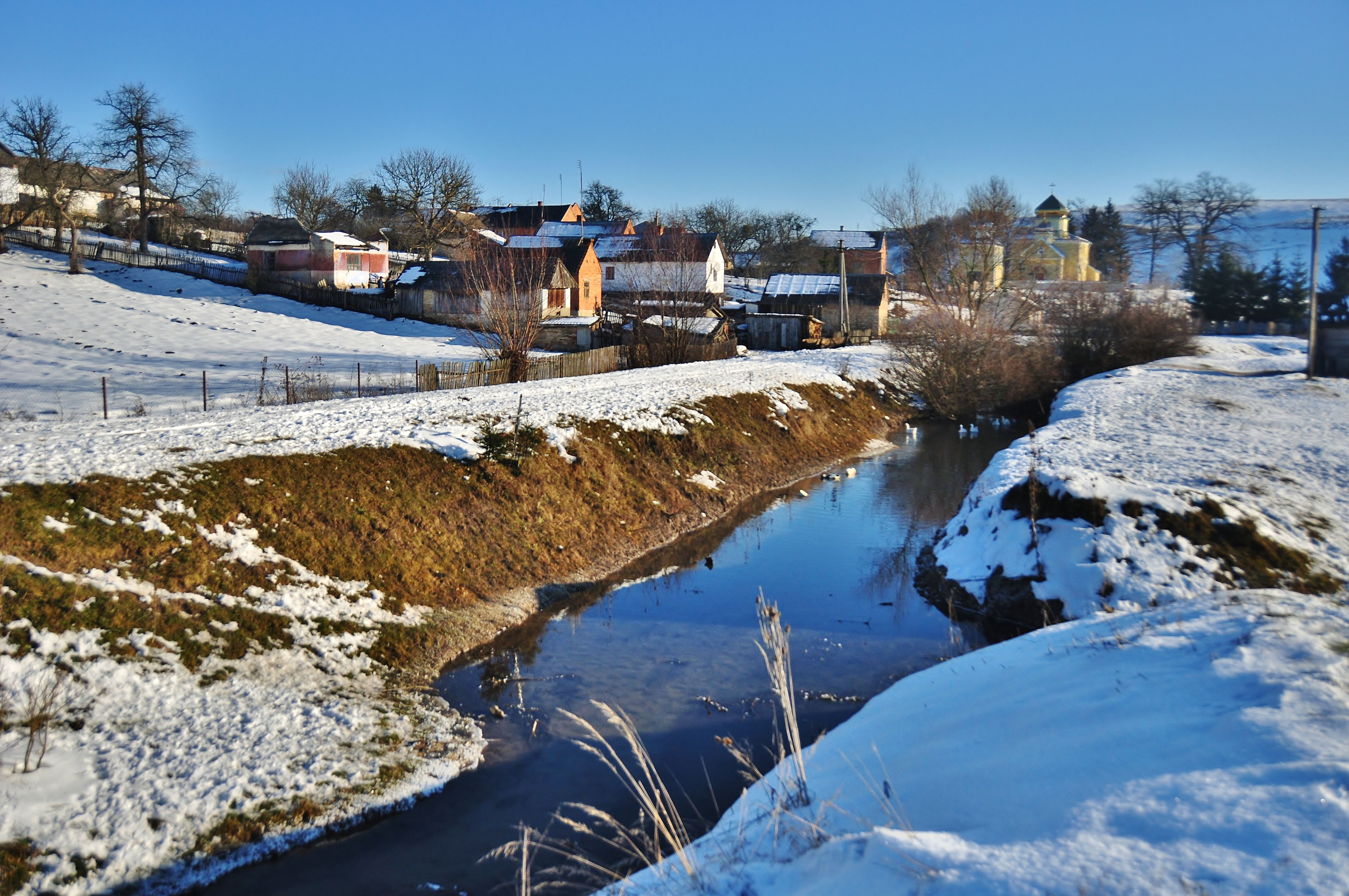
Річка Боберка
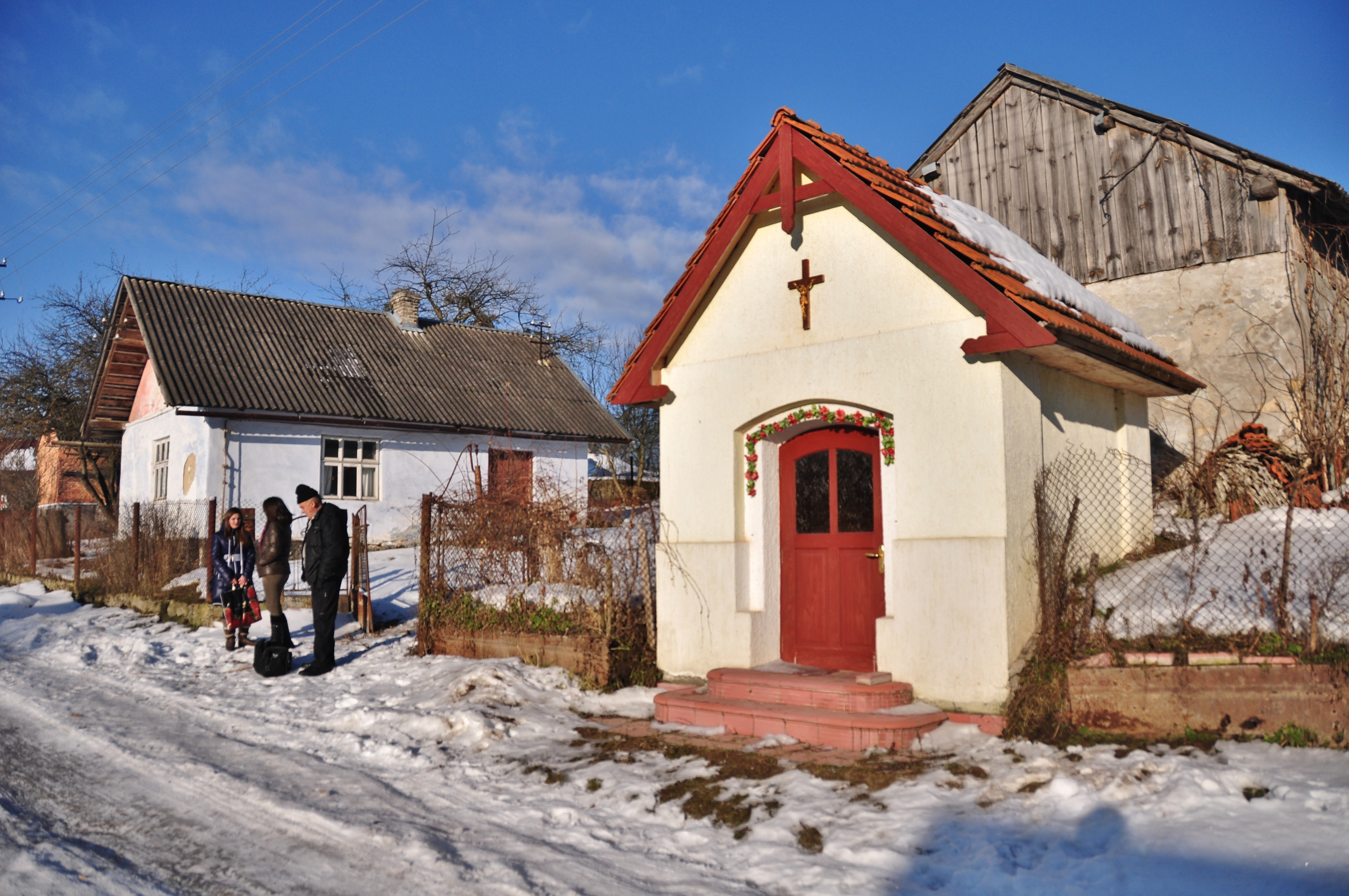
Капличка
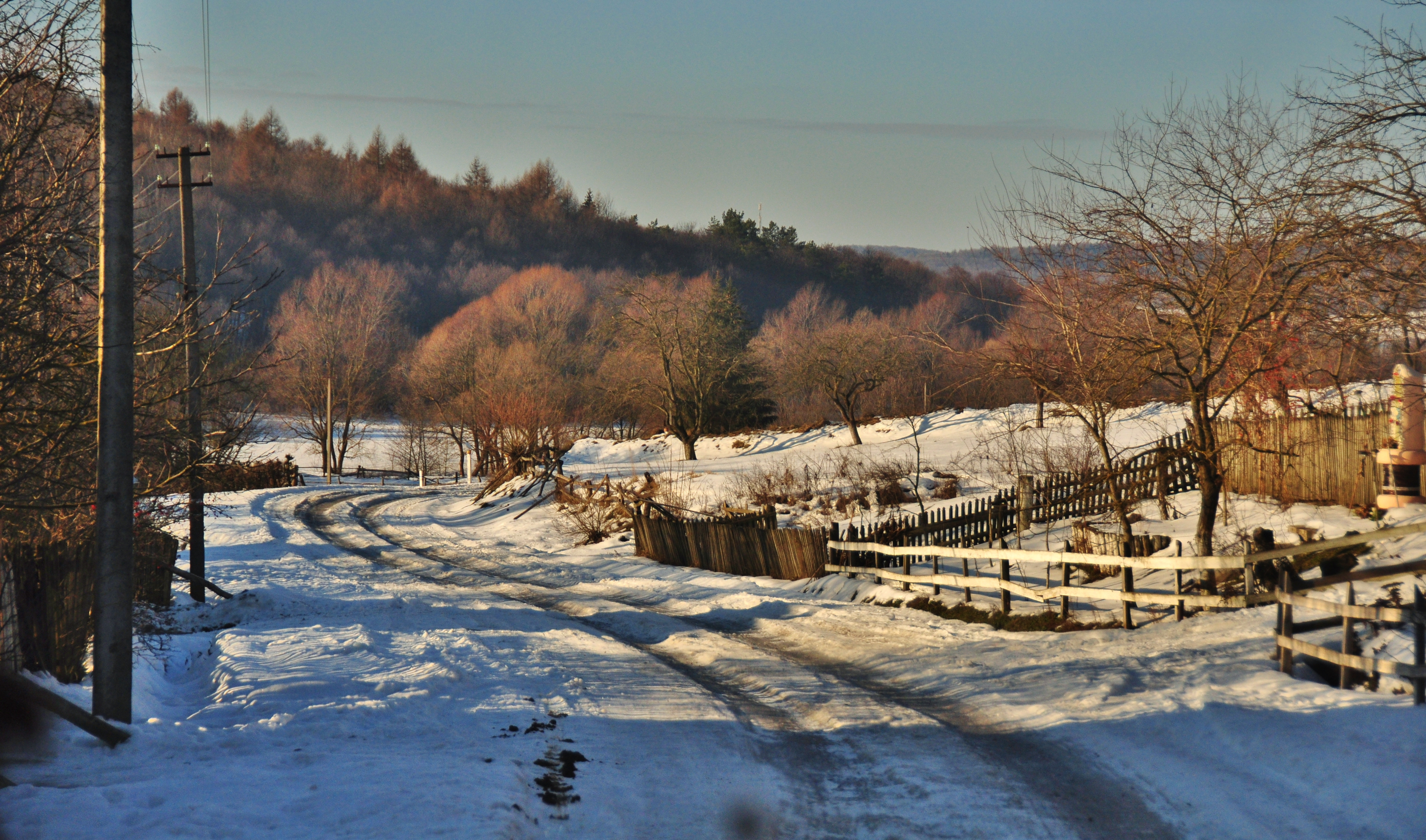
Західна околиця села
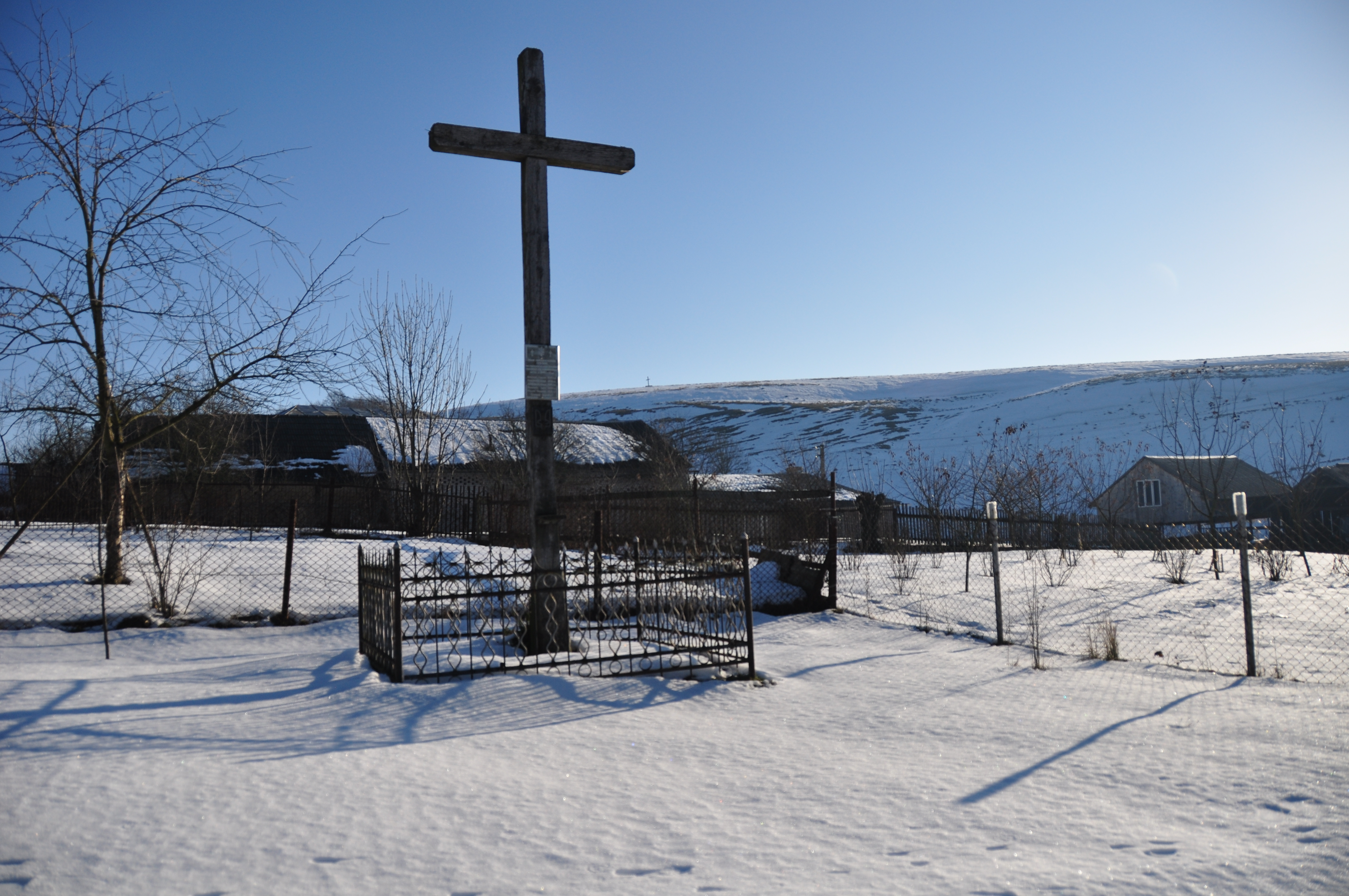
Хрест пам'яті вояків ОУН-УПА, загиблих від рук НКВС у 1944—1945 рр. Степана Василика, Степана Пахолка, Йосипа Даниловича, Івана Жукевича, Михайла Федака